# 山田かおり
山田 かおり（やまだ かおり、1983年1月28日 - ）は、新潟放送に所属した元ラジオパーソナリティ。愛称は「りんりん」。

## 略歴
新潟県佐渡郡相川町に生まれ、同郡佐和田町（現在はいずれも佐渡市）で育った。新潟県立佐渡高等学校を経て新潟青陵女子短期大学（現新潟青陵大学短期大学部）幼児教育学科卒業後の2003年、新潟放送にラジオ中継車「スナッピー」のレポーターとして採用。愛称「りんりん」は、中学の時のあだ名である。入社当初は『ブランチバスケット』などで新潟県内各所からの中継リポーターとして活躍した。
当初は専らラジオのレポーターとしての活躍が主だったが、その後はラジオパーソナリティやテレビ番組のレポーター、さらには同社主催のイベントの司会などにも活動の場を広げた。
2015年3月31日をもって、ラジオパーソナリティーを卒業した（下記のブログより）。
なお、北海道のモデルエージェンシー「モーディア」に同姓同名のモデルが所属しているが、全くの別人である。

## 人物・エピソード
- 「自称・BSNのアイドル」で、且つ「自称・Negiccoの第4のメンバー」とも名乗っているが、現在出演中の『近藤丈靖の独占!ごきげんアワー』ではメインパーソナリティの近藤丈靖に負けじとばかりに次々と新キャラクターを生み出しており、また新潟お笑い集団NAMARAのメンバーとも親交がある。
  - その一端を示す事柄として、時折りんりん以外のキャラクターネームを使用するケースがある。ある日、スナッピーでアイスクリームやかき氷などを製造するセイヒョーの工場へ取材に訪れた際、同社の社業に引っ掛けて「山田こおりです」と名乗るボケを披露したことがある。また『キンラジ』『ごきげんアワー』水曜のスナッピー中継はサトウ食品とタイアップ企画を行っているが、山田は同社の商品名に引っ掛けたキャラクターネームを使用していた（例：サトウの切り餅＝「もちりん」、サトウのごはん＝「ごはんりん」など）。因みにこれらサトウ食品絡みのキャラクターは、2008年3月の最終回に自ら“消滅”している。また現在『ゴゴラク!』木曜の「お寺に行こう!」では「おりん」を名乗っている。
- 愛称の公式表記は平仮名で「りんりん」だが、テレビ番組やイベントでは時折片仮名で「リンリン」と誤記された状態でクレジットされるケースがある。そのせいか否か、りんりんを認知していない県民などから「リンリンさんって、中国の方ですか?」などと聞かれることがしばしばあるが、りんりんはこれに対して「すいません、生粋の佐渡っ子なんです」と切り返している。
- 非常に涙もろく、ちょっとした事でもすぐに泣いてしまう程の泣き虫である。時々、大学・会社の先輩でもある大杉りさと食事を共にするが、酒が入ると一層涙もろくなるという。
- スレンダーだが、社内の女性陣ではナンバー1と称されるほどの大食漢で、一人きりでも食べ放題の飲食店に出向く程の大食い。好物はホルモン。いくら食べてもなかなか太らないことから、石塚かおりは「痩せの大食いなんて、りんりんが羨ましいわねぇ」などと常々羨望している。
- 『ごきげんアワー』では、近藤がボケ役・りんりんがツッコミ役となってトークを進めるケースが多い。また、中には近藤が独身を貫いている事を肴にして冷やかす輩も多く、同僚からも放送上で「近藤くんとりんりんが結婚するのが一番いいんじゃない?」（大杉りさ）、「あんた達、早く一緒になっちゃいなさいよ!」（石塚かおり）などといじられ続けている。だが、当の二人は「恋愛対象として見る事ができない」などと交際を拒否し続けており、周囲をやきもきさせているという。
- 2008年4月1日『ごきげんアワー』のオープニングで、二人は同番組の開始以来1年間、極秘に交際していた旨をカミングアウトした上で、りんりんは「人生のパートナーとして私は近藤さんを、いや、丈靖を選びました」と結婚を宣言した。これは二人が前述の評価を逆手に取って仕掛けたエイプリルフールだったものの、この結婚宣言に対してリスナーから二人を祝福するメッセージが殺到。結局嘘だと分かった直後、今度は「騙されました」などと落胆するメッセージが殺到する結果となった。

- 2014年3月1日には新潟県を活動拠点とする女性アイドルグループ「Negicco」のライバルとして自身が作詞を手がけた4曲（うちカバー1曲）入りのCD「山田かおりスーパーベスト」を製作し、新潟県内で数量限定でリリース。万代シルバーホテルでリリース記念パーティを行う。CDは一度当初の限定枚数が完売し、再プレスが行われた。このCDはCDショップではなく、万代シルバーホテル、コンビニなど指定されたお店8ヶ所のみで販売されている。

- 2014年8月11日『ごきげんアワー』のオープニングで今度こそ結婚(入籍)したことを本人自ら報告した。

## 主なキャラクター
りんりんが『ごきげんアワー』内で演じるキャラクターは下記の通り。なお、近藤が演じるキャラクターは「本人とは全くの別人」という前提があるが、りんりんのキャラクターについては線引きが明確に行われていない。ただ、声色を無理矢理変えるキャラクターが多いため、いずれも長時間持続しないという大きな難点がある。
- 瀬川 B子
2009年1月21日の「聖朋子教会 懺悔の部屋」に、競馬旅行のため不在の近藤修道士（近藤本人はリフレッシュ休暇を利用してアメリカ旅行中）に代わって修道女として登場。瀬川瑛子のパロディキャラで、もったりとした口調でリスナーからの悩み・懺悔を読み上げた。しかし、りんりんはB子のキャラクターは思いの外エネルギーを消費してしまうことに気付いてしまう。キャラが途中で壊れかけつつも必死に笑いをこらえ、涙を流しながら何とかコーナーを終えたB子は「最後までやり切れば良かったと後悔しております…」と自戒した。

- 黒柳りんこ
2009年2月2日、当日が「徹子の部屋」第1回放送記念日だったことに因んで、メール・FAXのテーマを「りんこの部屋」に設定。りんりん扮する「りんこ」はMC役を務め、黒柳徹子よろしく淡々とした早口を駆使してゲスト役の近藤と“対談”。近藤に対する質問やリクエストを寄せたリスナーの悪ノリもあいまって、近藤を矢継ぎ早の難問奇問と無茶振りで3時間にわたって責め上げた。常套句は「いろいろとご活躍のようで…」。
なお直接の関連は無いが、2010年1月11日の『ゴゴラク!』では、同番組のディレクター・広野渉がパーソナリティの石塚かおりを無茶振りで責めたてる特別企画「広野の部屋」が放送されている。

- 山田 涙子
2009年3月16日の「ごきげんチャレンジアワー」第1回「新婚さんハイいらっしゃい!谷村シンイチです」に、谷村シンイチのアシスタント役として登場。言うまでもなく『純喫茶・谷村新司』のアシスタント・吉田涙子（文化放送アナウンサー）のパロディである。コーナーではシンイチの下ネタを焚き付ける役割だったが、ハイトーンな声のキャラクターだけに持続力は低く、口数も少なかった。

- ヨンジャ
2009年4月20日の「ごきげん・ゴゴラク! 合体生放送」（BSN本社・ラジオ第1スタジオ）に登場した謎の韓国出身ユニット「東方信金」の女性ヴォーカル。東方神起をこよなく愛するメンバーは普段、東方信用金庫の白山駅前支店（架空の法人）に勤務している。ヨンジャはレンズの大きな眼鏡をかけ、さらに白いブラウスに黒い腕抜きといういでたちで相方の男性ヴォーカル・テヒョン（近藤）と共に登場した。

- りんごちゃん
2009年4月27日の「ごきげんチャレンジアワー」最終回「メイドinにいがた」に登場した新米のメイド。ご主人様に甲斐甲斐しく奉仕する。同年11月3日の公開放送に再登場。メイド歴半年を経たものの、ブリっ子ぶりは相変わらずであった。

## 主な出演番組
テレビ
- 消費生活バラエティ 金曜パラダイス（MC）

ラジオ
- 近藤丈靖の独占!ごきげんアワー（月：パーソナリティ、火・水・木：スナッピー中継）
- ひるbanana（火・水・木 ※不定期）
- ゴゴラク!（火・水・木：スナッピー中継）
- よしもとにいがた生ラジオ（第2・4土：MC）

## 過去の出演番組
ラジオ
- 石塚かおりの午後の楽園（水・木　中継担当）
- ブランチバスケット（土　中継担当）
- ばななサンデー（日）

テレビ
- イブニング王国!（金：湯めぐりご自慢中継）